# Dürener Platt
Dürener Platt ist ein ripuarischer Dialekt, welcher im Stadtgebiet von Düren und auch in Teilen des Kreises Düren vermehrt gesprochen wird. Das Verbreitungsgebiet liegt zwischen Aachen (Öcher Platt) und Köln (Kölsch) im westlichen Rheinland. Das Dürener Platt unterscheidet sich deutlicher vom Öcher Platt als vom Kölsch, obwohl Düren etwas näher an Aachen liegt als an Köln. Das Dürener Platt ändert sich sprachlich leicht, sobald man für einige Kilometer die Ortschaft wechselt.

## Vergleich mit Hochdeutsch
| Dürener Platt | Isch hätt ävver net jedaat, dadd et ald drej Stond noh Meddaach es, wo mir doch jraad ens joot jejesse hann.          |
| Hochdeutsch   | Ich hätte aber nicht gedacht, dass es schon drei Stunden nach Mittag ist, wo wir doch gerade erst gut gegessen haben. |

## Heutige Verbreitung
In Düren findet man das Dürener Platt im Dürener Karneval wieder, wobei es sogar Lieder in diesem Dialekt gibt. Auch das örtliche Karnevalsmuseum ist in diesem Zusammenhang zu nennen. Weiterhin gibt es Bars und Kneipen, die diesen Dialekt in ihrem Namen verwenden.
In Düren gibt es einen eigenen Verein zur Pflege der Mundart namens Dürener Platt e. V., der Veranstaltungen in Platt organisiert und auch ein Wörterbuch herausgegeben hat. Die Grenze zum Öcher Platt verläuft etwa bei Langerwehe. Dort beginnt bereits das singen, wie man zum Sprechen des Aachener Dialektes sagt. Kölsch wird quer durch den Rhein-Erft-Kreis bis Köln und darüber hinaus gesprochen. Die Unterschiede zum Dürener Platt sind hier nicht sehr groß.
Der Dürener Heimatdichter Josef Schregel, der Kreuzauer Tillmann Gottschalk und Josef Heinrichs aus Düren haben viele Gedichte und Essays in Dürener Platt verfasst. Von Dieter Hermann Schmitz stammen einige Bände mit humorvollen Kurzgeschichten, deren Dialoge größtenteils in Dürener Mundart verfasst sind. Einige Mundartbands, wie z. B. die Schweess Fööss („Schweißfüße“), singen hauptsächlich in Dürener Platt.